# جایزه کرئو د سان جردی

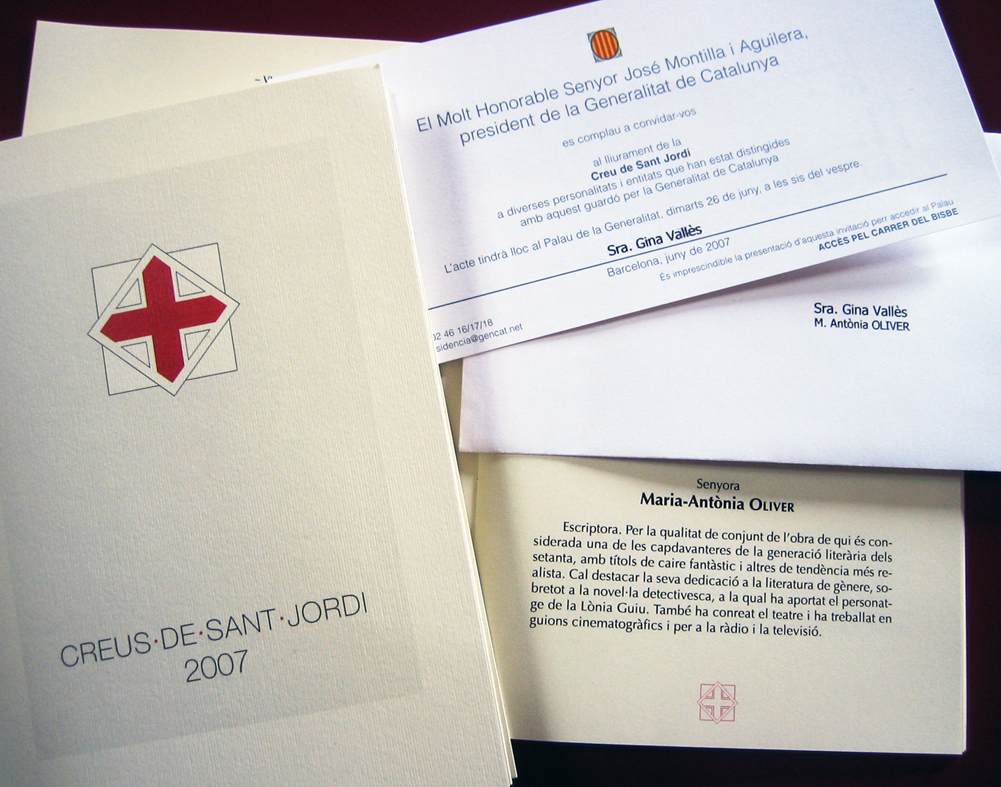
این جایزه نام خود را از جرجیس، یکی از مهمترین سمبُل‌های ناحیهٔ کاتالونیا می‌گیرد.

جایزهٔ کرئو دِ سان جُردی (کاتالونیایی: Premi Creu de Sant Jordi؛ تلفظ کاتالان: [ˈkɾɛw ðə ˈsaɲ ˈʒɔrði], کاتالان غربی: [ˈkɾew ðe ˈsaɲ ˈʒɔɾði]) که به معنای «صلیب جُرج قدیس» است؛ یکی از عالی‌ترین جوایز و افتخارهای مدنی در ناحیه کاتالونیا در اسپانیا است که ممکن است به فردی تعلق گیرد. در واقع در کاتالونیا، فقط یک جایزه از لحاظ رتبه‌بندی، بالاتر از این جایزه است که آن هم «نشان زرین دولت کاتالونیا» است.
این جایزه در سال ۱۹۸۱ میلادی توسط دولت خودمختار کاتالونیا و به موجب فرمانِ «۴۵۷/۱۹۸۱ در ۱۸ دسامبر» ایجاد شد. مدالِ این جایزه را، طلاسازِ کاتالان «جوآکیم کاپده‌ویلا» طراحی کرده‌است.